# Linda (Gundermann-Lied)
Linda ist ein autobiografisches Lied des Liedermachers Gerhard Gundermann, das er 1993 auf dem Album Der 7te Samurai veröffentlichte.

## Hintergrund
Mit seiner Frau Cornelia („Conny“) bekam Gerhard Gundermann 1992 die gemeinsame Tochter Linda, die drei ältere Halbgeschwister hat.

## Inhalt
Die Geburt einer Tochter wird mit dem Öffnen eines verlassenen Hauses verglichen. Sie reißt Türen und Fenster auf und damit die Eltern aus ihrer Lethargie. Der Vater hatte bereits mit dem Leben abgeschlossen. Nun stellt er sich der Verantwortung und gibt seine Todesphantasie auf. Er gibt sich der Führung seiner Tochter hin. Der Refrain betont, wie lange sie auf das Kind gewartet haben und dass sie nun eine neue Zukunft wagen.

## Aufbau
Das Lied besteht aus drei Strophen mit je vier Versen und Paarreimen, die dritte Strophe wiederholt dabei die ersten beiden Zeilen der ersten Strophe. Der Refrain umfasst vier Verse mit Kreuzreimen (mit dem unreinen Reim „Linda“ – „Kinder“).

## Musik
Das Lied im Viervierteltakt verwendet die Dur-Akkorde der Tonika und der Subdominante zusammen mit den dazugehörigen Parallelakkorden. Für das instrumentale Zwischenspiel kommt die Dominante hinzu.
Für Musikproduzent Jens Quandt steht das Lied beispielhaft für Gundermanns intuitive Kompositionsweise. Die Strophen liegen tonal unter dem Refrain, der sich tonleiterhaft bis zum Spitzenton steigere, was mit Alle meine Entchen vergleichbar sei. Gundermann habe das aber nicht so theoretisch erdacht, sondern gefühlt.

## Aufnahmen

### Veröffentlichungen mit Gundermann
- 1993: Der 7te Samurai mit der Seilschaft (YouTube-Link)
- 1999: Unplugged mit Silly und der Seilschaft, Konzert von 1994 (YouTube-Link)
- 2005: Torero – Werkstücke III, solo und posthum[3]
- 2008: Auswahl I – Alle oder Keiner (CD/DVD), Version von 1993 und „Film Extra“[4]
- 2009: Live im Tränenpalast (DVD) mit der Seilschaft, Konzert vom 14. März 1998[5]

### Inoffizielle Mitschnitte mit Gundermann auf YouTube
- Gerhard Gundermann - 09.12.1993 - live Bärenzwinger Dresden - 16 Linda
- Gerhard Gundermann - 08.11.1996 - live Club Passage Dresden - 46 - Linda
- Letztes Konzert von Gundermann & Seilschaft, 1998

### Veröffentlichungen ohne Gundermann
- 2001: Die Randgruppencombo auf Immer wieder wächst das Gras – Die Randgruppencombo spielt Gundermann
- 2004: Die Randgruppencombo auf Live in Ost-Berlin
- 2009: Andreas Dresen auf Alle oder keiner – Tribut an Gundermann (DVD), Columbiahalle 21.06.2008[6]
- 2013: Die Randgruppencombo spielt Gundermann im Postbahnhof, live 2012
- 2015: Die Schauspielbrigade Leipzig singt Gundermann – Sonderkonzert zum 60. Geburtstag von Gerhard Gundermann, Babylon
- 2018: Alexander Scheer und Band auf Gundermann – Die Musik zum Film
- 2019: Huderich auf Unterm Kirschenbaum – Huderich spielt Gundermann
- 2020: Die Seilschaft auf Live in Berlin! (DVD)
- 2021: Mecklenburgisches Staatstheater Schauspiel auf Hier bin ich geboren – Gundermann Tribute (Jennifer Sabel und Robert Höller, YouTube-Link)
- 2022: Arkona forte Chorversion mit Untertiteln als Video auf YouTube
- 2022: Dominik Plangger feat. Anna Unterberger auf Ansichtshalber und als Video auf YouTube
- 2022: Die Randgruppencombo spielt Gundermann – Abschiedskonzert 2022. Live beim Sommernachtskino Tübingen
- 2023: Alexander Scheer, Andreas Dresen & Band auf Immer wieder nie genug – Live aus dem Festsaal Kreuzberg 2022
- 2024: Die Seilschaft mit Wolfgang Niedecken und Uwe Hassbecker auf Samurai 30/7

## Linda Gundermann

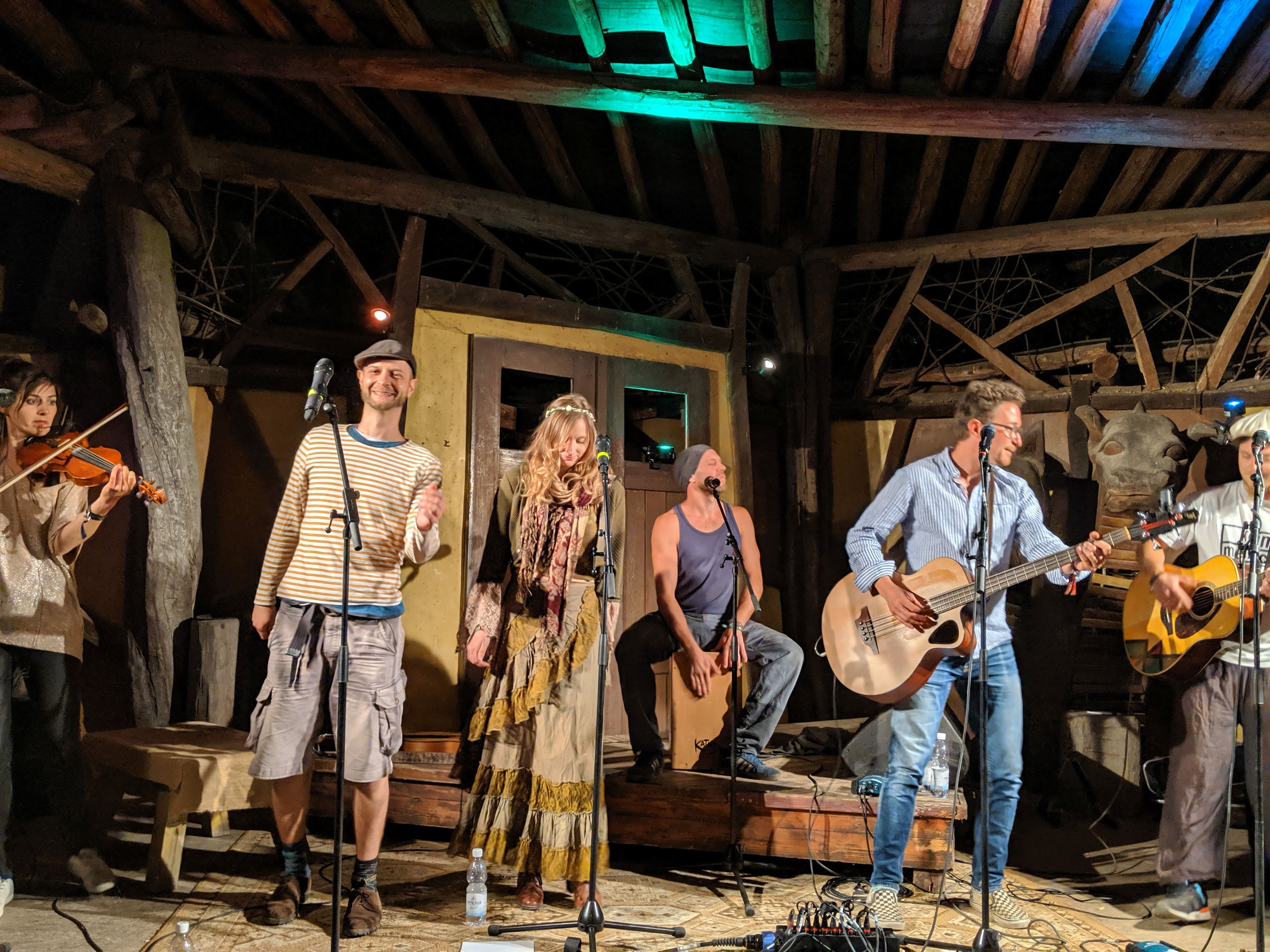
Linda und die lauten Bräute auf dem Folklorum 2019, Kulturinsel Einsiedel

Gegen Ende der Dokumentation Gundermann – Ende der Eisenzeit (1999) hinterlegt Engel mit dem Lied Kinderszenen. In den Extras der Gundermann-DVD Auswahl 1 – Alle oder Keiner (2008) befindet sich ein konzeptionell ähnliches Musikvideo, in dem die inzwischen Jugendliche porträtiert wird. Im Spielfilm Gundermann tritt Linda Gundermann als Statistin im Publikum auf, während der von Alexander Scheer gespielte Vater das ihr gewidmete Lied singt.
Ihre Musikgruppe Linda und die lauten Bräute interpretiert väterliche und eigene Lieder. Der Name ist eine Anspielung auf den Liedvers „aber du warst so ’ne laute Braut“, den sie aber selbst nicht singt:

„Ich finde es toll, dass das Lied für viele Menschen eine so große Bedeutung hat. Ich kann es selbst nicht singen, weil ich das irgendwie … narzisstisch fände. Mein Vater hat mir das Lied nie zum Einschlafen oder so vorgesungen – ich denke, das hätte er auch merkwürdig gefunden. Auch viele meiner Freunde lieben es und bringen es stark mit mir in Verbindung; meine eigene emotionale Beziehung dazu ist aber noch nicht ganz geklärt. (lacht)“